# Pinar de Roche
Pinar de Roche este o arie protejată (arie specială de conservare — SAC, sit de importanță comunitară — SCI) din Spania întinsă pe o suprafață de 728 ha, integral pe uscat.

## Localizare
Centrul sitului Pinar de Roche este situat la coordonatele 36°18′53″N 6°08′11″W / 36.3148°N 6.1365°V.

## Înființare
Situl Pinar de Roche a fost declarat sit de importanță comunitară în aprilie 1999 pentru a proteja 2 specii de plante și 15 specii de animale. Situl a fost protejat și ca arie specială de conservare în iulie 2020.

## Biodiversitate
Situată în ecoregiunea mediteraneană, aria protejată conține 5 habitate naturale: Faleze cu vegetație de Limonium spp. endemic de pe coastele mediteraneene, Dune cu tufărișuri sclerofile Cisto-Lavenduletalia, Dune cu vegetație ierboasă Malcolmietalia, Dune împădurite cu Pinus pinea și/sau Pinus pinaster, Dune de coastă cu Juniperus spp..
La baza desemnării sitului se află mai multe specii protejate:
- plante (2): Hymenostemma pseudanthemis, Narcissus viridiflorus
- păsări (11): șorecarul comun (Buteo buteo), Certhia brachydactyla, șerpar (Circaetus gallicus), Falco naumanni, șoim călător (Falco peregrinus), acvilă pitică (Hieraaetus pennatus), Larus audouinii, prigoare (Merops apiaster), gaia neagră (Milvus migrans), muscar sur (Muscicapa striata), lopătar (Platalea leucorodia)
- amfibieni (1): Discoglossus galganoi
- nevertebrate (1): Apteromantis aptera
- pești (1): Aphanius baeticus
- reptile (1): Mauremys leprosa

Pe lângă speciile protejate, pe teritoriul sitului au mai fost identificate 22 de specii de plante, 3 specii de păsări, 3 specii de amfibieni, 1 specie de mamifere, 3 specii de nevertebrate, 1 specie de pești, 1 specie de reptile.